# Klaus Dylewski

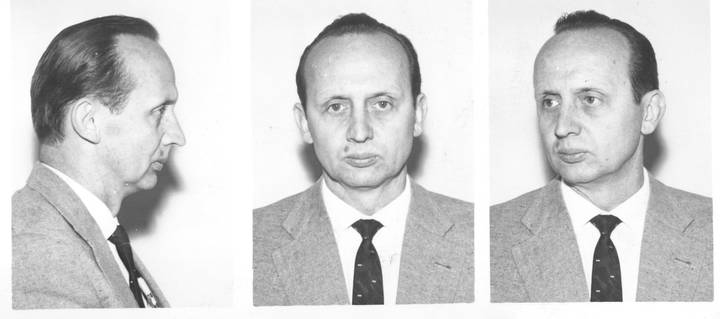
Klaus Dylewski kort efter gripandet 1959.

Klaus Dylewski, född 11 maj 1916 i Finkenwalde, död 1 april 2012 i Hilden, var en tysk Oberscharführer som verkade i Auschwitz under andra världskriget. Han deltog bland annat vid arkebuseringar och gasningar samt torterade interner. Vid Första Auschwitzrättegången 1963–1965 dömdes han till fem års fängelse.